# Райнер, Освальд
Освальд Теодор Райнер (англ. Oswald Theodore Rayner; 29 ноября 1888 — 6 марта 1961) — агент британской Секретной разведывательной службы (SIS) в России во время Первой мировой войны. По одной из версий являлся соучастником убийства Григория Распутина. Позднее корреспондент газеты Daily Telegraph в Финляндии (1920).

## Биография
Родился в небольшом городке Сметик графства Стаффордшир в семье торговца тканями Томаса Райнера и его жены Флоренс. В оксфордском Oriel College изучал современные иностранные языки. В 1907—1910 годах там же познакомился с князем Феликсом Юсуповым, участником убийства Григория Распутина. Райнеру и Юсупову некоторые историки приписывают гомосексуальную связь.
С 1910 года Райнер — адвокат в Inner Temple, был принят в коллегию адвокатов. Райнер свободно разговаривал на трех иностранных языках — французском, немецком и русском. Он был завербован британской секретной службой (SIS) и к началу Первой мировой войны принят на службу как офицер разведки под начало Мэнсфилда Смит-Камминга.

## Служба вSIS
15 декабря 1915 года призван в армию и в звании лейтенанта направлен в резидентуру SIS в Петрограде, где служил под началом подполковника Сэмюэля Хора. Помимо Райнера в состав резидентуры SIS входили Джон Скейл John Scale, Кадберт Торнхилл Cudbert Thornhill и Стэфен Эллей Stephen Alley.
По одной из версий событий, Райнер принимал участие в совершённом в ночь на 17 декабря 1916 года убийстве Григория Распутина. В этой версии предполагается, что убийство было совершено по заданию британской разведки: это связывают со смещением Распутиным пробританских министров в российском правительстве и его требованием вывести российские войска из участия в Первой мировой войне. По мнению ряда британских исследователей, именно Райнер совершил выстрел в голову Распутина.
В 1917 году Освальд Райнер получил звание капитана. В 1918 году направлен в стокгольмскую резидентуру SIS, где служил под началом Джона Скейла. Здесь он занимался вербовкой русскоязычных для последующей инфильтрации их в Россию. В Россию Райнер вернулся в 1919 году, служил во Владивостоке. Демобилизовался из британской армии в 1920 году, однако в 1921 году посещал Москву в составе торговой делегации.
В 1927 году Райнер совместными усилиями с Феликсом Юсуповым перевел на английский язык книгу Юсупова «Распутин — его пагубное влияние и его убийство».
Своего сына Райнер назвал в честь Феликса Юсупова — Джон Феликс Райнер, сын пережил отца всего на четыре года. Последние годы жизни Освальд Райнер провел в деревне Ботли в графстве Оксфордшир, где помогал собирать деньги для местной церкви вплоть до своей смерти. Освальд Райнер умер в Ботли в 1961 году.